# Richard Avedon
Richard Avedon (15 de maio de 1923 – 1 de outubro de 2004) foi um fotógrafo norte-americano de moda e de retratos. Trabalhou para Harper's Bazaar, Vogue e Elle, especializando-se em capturar movimento em imagens estáticas de moda, teatro e dança. Um obituário publicado em The New York Times afirmou que "suas fotografias de moda e retratos ajudaram a definir a imagem americana de estilo, beleza e cultura na última metade do século".

## Infância e educação
Avedon nasceu na cidade de Nova Iorque em uma família judaica. Seu pai, Jacob Israel Avedon, era um imigrante nascido na Rússia que saiu de trabalhos humildes para iniciar seu próprio bem-sucedido negócio de roupas a retalho na Quinta Avenida, denominado Avedon's Quinta Avenida. Sua mãe, Anna, proveniente de uma família que possuía um negócio de fabricação de roupas, incentivou o amor de Richard pela moda e pela arte. O interesse de Avedon pela fotografia surgiu quando, aos 12 anos, ele se juntou ao Clube de Fotografia da Associação Judaica de Homens Jovens (YMHA). Utilizava a Kodak Box Brownie de sua família não somente para saciar sua curiosidade sobre o mundo, mas também para se refugiar de sua vida pessoal. Seu pai, crítico e distante, insistia que a força física, a educação e o dinheiro preparavam um para a vida.
A primeira musa do fotógrafo foi sua irmã mais nova, Louise. Durante a adolescência, ela passou por tratamentos psiquiátricos, tornando-se cada vez mais retraída da realidade e sendo diagnosticada com Esquizofrenia. Essas influências iniciais da moda e da família moldariam a vida e a carreira de Avedon, expressas com frequência em seu desejo de capturar a beleza trágica em suas fotografias.
Avedon frequentou a DeWitt Clinton High School em Bedford Park, Bronx, onde, de 1937 a 1940, colaborou na revista literária escolar, The Magpie, ao lado de James Baldwin. Na adolescência, também venceu o Prêmio de Arte e Escrita Scholastic. Após concluir seus estudos na DeWitt Clinton naquele ano, matriculou-se na Columbia University para estudar filosofia e poesia, mas desistiu após um ano. Em seguida, passou a trabalhar como fotógrafo para os Merchant Marines, tirando fotos de identificação dos tripulantes com a câmera Rolleiflex, presente de seu pai. De 1944 a 1950, estudou fotografia com Alexey Brodovitch em seu Laboratório de Design na A Nova Escola para Pesquisa Social.

## Carreira na fotografia
Em 1944, Avedon começou a trabalhar como fotógrafo publicitário para uma loja de departamentos, sendo rapidamente endossado por Alexey Brodovitch, diretor de arte da renomada revista americana de moda Harper's Bazaar. Lillian Bassman também promoveu a carreira de Avedon na Harper's. Em 1945, suas fotografias passaram a ser publicadas na Junior Bazaar e, um ano depois, na Harper's Bazaar.
Em 1946, montou seu próprio estúdio e começou a fornecer imagens para revistas, incluindo Vogue e Life. Tornou-se o principal fotógrafo da Harper's Bazaar. A partir de 1950, colaborou com fotografias para a revista Look e para a Graphis Inc.. Em 1952, tornou-se editor e fotógrafo da Theatre Arts Magazine. Contudo, no final da década de 1950, ficou insatisfeito com a fotografia à luz natural e locações externas, passando a optar pela fotografia em estúdio com luz estroboscópica.
Quando Diana Vreeland deixou a Harper's Bazaar para a Vogue em 1962, Avedon juntou-se a ela como fotógrafo contratado. Posteriormente, tornou-se o fotógrafo principal da Vogue e fotografou a maioria das capas de 1973 até que Anna Wintour se tornou editora-chefe no final de 1988.
Entre suas séries de anúncios de moda, destacam-se as encomendas recorrentes para Gianni Versace, iniciadas com a campanha primavera/verão de 1980. Também fotografou a campanha de Jeans da Calvin Klein com a modelo de quinze anos Brooke Shields, além de dirigí-la nos comerciais de televisão. Avedon trabalhou com Shields pela primeira vez em 1974 para um anúncio de pasta de dente da Colgate. Ela foi fotografada por ele para Versace, para 12 capas americanas da Vogue e para a campanha "Most Unforgettable Women" da Revlon.
Na edição de 9 de fevereiro de 1981 da Newsweek, Avedon declarou que "Brooke é um para-raios. Ela focaliza a raiva inarticulada que as pessoas sentem diante do declínio da moral contemporânea e da destruição da inocência no mundo." Ao trabalhar com Avedon, Shields disse à revista Interview em maio de 1992: "Quando Dick entra na sala, muitas pessoas se intimidam. Mas, quando ele trabalha, é tão criativo, tão sensível. E ele não gosta que haja outros por perto ou conversando. Existe uma vulnerabilidade mútua, e um momento de fusão quando ele aciona o obturador. Ou se entende ou não se entende."
Além de seu contínuo trabalho com moda, na década de 1960 Avedon realizava retratos em estúdio de trabalhadores dos direitos civis, políticos e dissidentes culturais diversos em uma América marcada por discórdia e violência. Expandiu sua atuação para fotografar pacientes de hospitais psiquiátricos, o Movimento dos Direitos Civis em 1963, manifestantes da Guerra do Vietnã e, posteriormente, a queda do Muro de Berlim.
Um livro pessoal intitulado Nothing Personal com texto de seu colega de escola James Baldwin foi lançado em 1964. Ele reúne fotografias que documentam o movimento dos direitos civis, figuras culturais e uma extensa coleção de imagens de pessoas em um asilo psiquiátrico; juntamente com o texto contundente de Baldwin, constitui um comentário marcante sobre a América de 1964.
Durante esse período, Avedon também criou dois conjuntos de retratos bem conhecidos dos The Beatles. O primeiro, realizado entre meados e o final de 1967, consistiu em cinco retratos psicodélicos do grupo — quatro retratos individuais coloridos fortemente solarizados e um retrato em grupo em preto e branco, capturado com uma câmera Rolleiflex e uma lente Planar convencional. No ano seguinte, fotografou retratos mais comedidos que foram incluídos no LP The Beatles, lançado em 1968. Entre as muitas bandas de rock fotografadas por Avedon, em 1973, ele capturou a Electric Light Orchestra, na qual todos os integrantes exibiam seus umbigos, para a gravação de On the Third Day. 
Avedon sempre se interessou por como a fotografia de retrato captura a personalidade e a alma de seus sujeitos. À medida que sua reputação se espalhava, fotografou numerosas figuras públicas em seu estúdio utilizando uma câmera de grande formato 8×10 view camera. Entre seus retratados estão Buster Keaton, Marian Anderson, Marilyn Monroe, Ezra Pound, Isak Dinesen, Dwight D. Eisenhower, Andy Warhol e os Chicago Seven.
Eliminando o uso de luz suave e acessórios, Avedon conseguiu concentrar-se nos mundos internos de seus sujeitos, evocando emoções e reações. Por vezes, provocava reações ao conduzir seus retratados por temas desconfortáveis ou ao fazer perguntas psicológicas incisivas, produzindo imagens que revelavam aspectos do caráter e da personalidade que raramente eram captados por outros.
Os agrupamentos murais de Avedon apresentavam figuras emblemáticas: Andy Warhol com os integrantes e estrelas da The Factory; os Chicago Seven, radicais políticos acusados de conspiração para incitar tumulto na Convenção Nacional Democrata de 1968; o poeta Allen Ginsberg da Beat Generation e sua família extensa; e o Mission Council, grupo de oficiais militares e governamentais que conduziu a participação dos Estados Unidos na Guerra do Vietnã.
Em 1982, Avedon produziu uma série inventiva e lúdica de anúncios para a marca de moda Christian Dior, baseada na ideia de stills cinematográficos. Com a participação do diretor Andre Gregory, do fotógrafo Vincent Vallarino e da modelo/atriz Kelly Le Brock, as fotografias coloridas pretendiam mostrar as peripécias selvagens de uma "família Dior" fictícia vivendo em ménage à trois enquanto usava trajes elegantes.
Avedon tornou-se o primeiro fotógrafo contratado pela The New Yorker em 1992, onde sua fábula de moda pós-apocalíptica, intitulada “In Memory of the Late Mr. and Mrs. Comfort”, apresentando a modelo Nadja Auermann e um esqueleto, foi publicada em 1995. Outras fotografias para a revista – desde a primeira publicação em 1994 de fotos inéditas de Marilyn Monroe até uma representação marcante de Christopher Reeve em sua cadeira de rodas e imagens nuas de Charlize Theron em 2004 – foram amplamente debatidas.

### No Ocidente Americano
Inflamações cardíacas graves prejudicaram a saúde de Avedon em 1974. Esse período conturbado o inspirou a criar uma coleção impactante sob uma nova perspectiva. Em 1979, foi contratado por Mitchell A. Wilder (1913–1979), diretor do Amon Carter Museum of American Art em Fort Worth, Texas, para concluir o “Projeto Ocidental”.
Wilder idealizou o projeto para retratar a visão de Avedon sobre o Oeste americano. Tornou-se um ponto de virada na carreira do fotógrafo quando este passou a se concentrar em sujeitos da classe trabalhadora – como mineiros, donas de casa, agricultores e andarilhos –, capturados em impressões de grande escala, em vez de focar em figuras públicas ou na grandiosidade tradicional do Oeste. O projeto durou cinco anos, concluindo com uma exposição e um catálogo. Permitindo que Avedon e sua equipe fotografassem 762 pessoas e expusessem aproximadamente 17 000 folhas do filme 8×10 Kodak Tri-X Pan. A coleção identificava, em seus sujeitos, uma narrativa sobre o íntimo – uma conexão que o próprio Avedon admite não ter ocorrido sem seu recém-descoberto senso de mortalidade, fruto de graves problemas cardíacos e do envelhecimento. Avedon viajou por feiras estaduais, rodeios, carnavais, minas de carvão, campos de petróleo, matadouros e prisões em busca de novos retratados.
Em 1994, revisitou os sujeitos que depois comentariam as consequências de No Ocidente Americano e seus efeitos diretos. Billy Mudd, caminhoneiro, passou longos períodos sozinho, distante de sua família. Antes de Avedon lhe oferecer a chance de ser fotografado, Mudd era um homem deprimido, desconectado e solitário. Ao ver seu retrato pela primeira vez, compreendeu que Avedon revelou algo nele que o fez reconhecer a necessidade de mudança em sua vida. O retrato transformou Mudd, levando-o a abandonar seu emprego e retornar à família.
O episódio documental de 1996 de American Masters, Avedon: Darkness and Light, de Helen Whitney, mostra um Avedon envelhecido identificando No Ocidente Americano como sua melhor obra.
Durante a produção, Avedon encontrou dificuldades com a disponibilidade de papel de impressão de alta qualidade em tamanhos adequados. Enquanto experimentava a impressão em platinum print, acabou optando pelo Portriga Rapid, um papel à base de fibras de dupla gramatura impregnado com gelatin silver fabricado pela Agfa-Gevaert. Cada impressão requeria um trabalho meticuloso, com uma média de trinta a quarenta manipulações. Dois conjuntos de provas para exposição de No Ocidente Americano foram impressos – um destinado a permanecer no Carter após a exposição e outro, de propriedade do artista, para viajar por seis locais subsequentes. No total, a impressão consumiu nove meses e aproximadamente 68 000 pés quadrados (6 300 m2) de papel.
Embora No Ocidente Americano seja uma das obras mais notáveis de Avedon, ela foi frequentemente criticada por supostamente falsificar o Oeste através de temas voyeurísticos e por explorar seus sujeitos. O livro gerou controvérsia em seu lançamento; alguns o consideraram não convencional e inesperado para um livro sobre o Oeste, mas acabou por se tornar uma imagem icônica que desafiou as percepções tradicionais da região. Críticos questionam por que um fotógrafo oriundo do Leste, tradicionalmente focado em modelos ou figuras públicas, sairia para o Oeste para capturar membros da classe trabalhadora, representantes do sofrimento e da dificuldade. Argumenta-se que as intenções de Avedon eram provocar e evocar no espectador emoções condescendentes, como a piedade.

## Exposições
A obra de Avedon foi exposta em inúmeros museus ao redor do mundo, participando de exposições que o tornaram reconhecido internacionalmente. Sua primeira grande retrospectiva ocorreu no Minneapolis Institute of Arts em 1970.
O Metropolitan Museum of Art (Nova Iorque) apresentou duas exposições individuais durante sua vida, em 1978 e 2002. Em 1980, uma retrospectiva foi organizada pelo University Art Museum, em Berkeley. Outras grandes retrospectivas ocorreram no Whitney Museum of American Art (Nova Iorque, 1994) e no Louisiana Museum of Modern Art (Humlebaek, Dinamarca, 2007 – que viajou por Milão, Paris, Berlim, Amsterdã e São Francisco até 2009). Exibindo a obra de Avedon desde suas primeiras imagens banhadas pelo sol, em 1944, até retratos de 2000 que demonstram seu cansaço com a moda, o International Center of Photography realizou, em 2009, a maior mostra de seu trabalho de moda. Ainda em 2009, a Corcoran Gallery of Art apresentou Richard Avedon: Portraits of Power, reunindo pela primeira vez seus retratos políticos.

## Coleções
A obra de Avedon integra as seguintes coleções permanentes:
- Instituto de Arte de Chicago, Chicago, IL[23]
- Museu de Arte Moderna, Nova Iorque[2]
- Museu Metropolitano de Arte, Nova Iorque[2]
- Museu Nacional de História Americana do Smithsonian, Washington, D.C.[2][6]
- Amon Carter Museum of American Art, Fort Worth, Texas[2]
- Centre Georges Pompidou, Paris
- Israel Museum, Jerusalém. Com o apoio de Leonard A. Lauder e Larry Gagosian, a Fundação Avedon cedeu 74 imagens de Avedon ao Israel Museum em 2013.[24]
- Center for Creative Photography, Tucson, Arizona[25]

## Prêmios
- 1989: Prêmio Conquista Vitalícia do Council of Fashion Designers of America
- 1989: Grau honorário do Royal College of Art
- 1991: Prêmio Hasselblad
- 1993: Grau honorário do Kenyon College
- 1993: Prêmio Mestre em Fotografia do International Center of Photography
- 1994: Grau honorário da Parsons School of Design
- 1994: Prix Nadar pelo seu livro Evidence (1994)
- 2001: Membro da American Academy of Arts and Sciences[26]
- 2003: Prêmio Kitty Carlisle Hart, Arts & Business Council, Nova Iorque[27]
- 2003: Medalha do 150º Aniversário da Royal Photographic Society
- 2003: Prêmio Nacional de Artes por Conquista Vitalícia
- 2003: Medalha Especial do 150º Aniversário e Bolsa Honorária da Royal Photographic Society (HonFRPS)[28]
- 2017: International Photography Hall of Fame, St. Louis[29][30]

## Mercado de arte
Em 2010, um preço recorde de £719.000 foi alcançado na Christie's por uma impressão única de sete pés de altura da modelo Dovima, posando com um vestido de noite da Christian Dior e elefantes do Cirque d’Hiver, em Paris, em 1955. Essa impressão, a maior daquela imagem, foi realizada em 1978 para a retrospectiva de moda de Avedon no Metropolitan Museum of Art em Nova Iorque, e foi adquirida pela Maison Christian Dior.

## Vida pessoal
Em 1944, Avedon casou-se com a atendente bancária de 19 anos, Dorcas Marie Nowell, que mais tarde se tornou a modelo e atriz Doe Avedon; o casal não teve filhos e divorciou-se em 1949. O casal passava os verões na vila gay de Cherry Grove, em Fire Island, e a bisexualidade de Avedon foi confirmada por colegas e familiares. Ele supostamente ficou devastado quando Nowell o deixou.
Em 1951, casou-se com Evelyn Franklin; ela faleceu em 13 de março de 2004. Dessa união nasceu um filho, John Avedon, que escreveu extensivamente sobre o Tibet.
Em 1970, Avedon comprou uma antiga casa de carruagens no Upper East Side de Manhattan, que serviria tanto como seu estúdio quanto como residência. No final da década de 1970, adquiriu uma casa de quatro quartos em uma propriedade de 7,5 acres (3,0 ha) Montauk, Nova York, entre o Oceano Atlântico e uma reserva natural; vendeu-a por quase 9 milhões de dólares em 2000.
De acordo com Norma Stevens, diretora de seu estúdio por muitos anos, Avedon confidenciou a ela detalhes sobre seus relacionamentos homossexuais, incluindo um caso de uma década com o diretor Mike Nichols.

## Morte
Em 1 de outubro de 2004, Avedon faleceu em um hospital em San Antonio, Texas devido a complicações de uma hemorragia cerebral. Ele estava em San Antonio fotografando uma matéria para a The New Yorker. No momento de sua morte, também trabalhava em um novo projeto intitulado Democracy, que abordaria a aproximação da eleição presidencial dos Estados Unidos de 2004.

## Legado
A Fundação Richard Avedon é uma fundação operante privada, estruturada pelo próprio Avedon durante sua vida, que iniciou suas atividades logo após sua morte, em 2004. Com sede em Nova Iorque, a fundação reúne as fotografias, negativos, publicações, documentos e materiais de arquivo de Avedon. Em 2006, a coleção pessoal de Avedon foi exibida na Pace/MacGill Gallery, em Nova Iorque, e na Fraenkel Gallery, em São Francisco, sendo posteriormente vendida para beneficiar a Fundação Avedon. A coleção incluiu fotografias de Martin Munkacsi, Edward Steichen e Man Ray, entre outros. Um volume esguio, Eye of the Beholder: Photographs From the Collection of Richard Avedon (Fraenkel Gallery), reúne a maior parte dessa coleção em um conjunto de cinco livretos: “Diane Arbus”, “Peter Hujar”, “Irving Penn”, “The Countess de Castiglione” e “Etcetera”, abrangendo fotógrafos dos séculos XIX e XX.

## Na cultura popular
Hollywood apresentou uma versão ficcional da carreira inicial de Avedon no musical de 1957 Funny Face, estrelado por Fred Astaire no papel do fotógrafo de moda "Dick Avery". Avedon forneceu algumas das fotografias estáticas usadas na produção, incluindo sua imagem mais notável: um close propositadamente superexposto do rosto de Audrey Hepburn, no qual somente seus traços marcantes – olhos, sobrancelhas e boca – são visíveis.
Hepburn foi a musa de Avedon nas décadas de 1950 e 1960, e ele chegou a afirmar: "Eu estou, e sempre estarei, devastado pelo dom de Audrey Hepburn diante da minha câmera. Não posso elevá-la a patamares maiores. Ela já está lá. Só posso registrá-la. Não posso interpretá-la. Não há como ir além do que ela é. Ela alcançou, em si, seu retrato final."
O filme de 2005 Capote contém uma recriação de Avedon fotografando os assassinos condenados Perry Edward Smith e Richard Hickock em abril de 1960. Avedon é interpretado pelo diretor de fotografia do filme, Adam Kimmel.
O videogame de 2015 Life is Strange faz diversas referências a Avedon, com a personagem secundária Victoria Chase referindo-se a ele como "um dos meus heróis" em resposta a comparações se o jogador optar por ser gentil com ela.

## Fotografias notáveis
- Marella Agnelli, socialite italiana, 1953
- Carmen Mayrink Veiga, socialite brasileira (uma das 10 melhor vestidas da Vogue), 1970
- Dovima com Elefantes, 1955
- Marilyn Monroe, atriz, 1957
- Homenagem a Munkacsi, Carmen, casaco de Cardin, Paris, 1957
- Brigitte Bardot, atriz, 1959
- Jacqueline de Ribes, 1961
- John F Kennedy, 1960
- Christina Bellin, modelo, 1962
- Kareem Abdul-Jabbar (Lew Alcindor), atleta, 1963
- Dwight David Eisenhower, Presidente dos Estados Unidos, 1964
- The Beatles, 1967
- Os Chicago Seven: Lee Weiner, John Froines, Abbie Hoffman, Rennie Davis, Jerry Rubin, Tom Hayden, Dave Dellinger, 1969[46]
- Andy Warhol e membros da The Factory, Nova Iorque, 1969
- Sly Stone (capa do álbum Fresh), 1973
- Asha Puthli, (contracapa do álbum She Loves to Hear the Music), 1974
- Muddy Waters, capa de Hard Again, 1977
- Ronald Fischer, apicultor, 1981
- Nastassja Kinski e a Serpente, 1981[47]
- Pilha de pessoas bonitas, campanha Versace, 1982
- Whitney Houston (capa de Whitney), 1987
- Hikaru Utada (capa de Addicted to You), 1999
- Tom Ford, 2002

## Livros
- Observations. Nova York: Simon & Schuster, 1959. Fotografias de Avedon, com comentário de Truman Capote. Retratos de pessoas notáveis.
- Nothing Personal. Nova York: Atheneum: 1964. Livro colaborativo com James Baldwin.
- Alice in Wonderland: The Forming of a Company and the Making of a Play. Merlin: 1973. Por Avedon e Doon Arbus. ISBN 978-0-88306-500-6
- Portraits. Noonday: 1976. Introdução de Harold Rosenberg. ISBN 978-0-374-51412-9.
- Portraits 1947–1977. Farrar, Straus and Giroux, 1978. ISBN 978-0-374-23200-9.
- In the American West.
  - In the American West, Photographs by Richard Avedon. Nova York: Abrams, 1985. Com introdução de Laura Wilson. Publicado em conjunto com uma exposição no Amon Carter Museum of American Art, Fort Worth, TX.
  - In the American West, 1979–1984. Nova York: Abrams, 1985. ISBN 978-0-8109-2301-0.
  - In the American West: 20th Anniversary Edition. Nova York: Abrams, 2005. ISBN 978-0-8109-5928-6.
- An Autobiography. 1993. Fotografias organizadas para contar a história de vida de Avedon.
- Evidence. 1994. Ensaios e textos sobre Avedon com fotografias do próprio Avedon.
- The Sixties. 1999. Por Avedon e Doon Arbus. Fotografias de pessoas notáveis.
- Made in France, 2001. Retrospectiva dos retratos de moda de Avedon dos anos 1950.
- Richard Avedon Portraits' 2002. Celebridades e sujeitos de No The American West. Publicado em conjunto com uma exposição no Metropolitan Museum of Art.
- Woman in the Mirror. 2005. Com um ensaio de Anne Hollander.
- Performance. 2008. Com um ensaio de John Lahr.
- Portraits of Power. 2008. Editado por Paul Roth. Com um ensaio de Renata Adler. Publicado em conjunto com uma exposição na Corcoran Gallery of Art em Washington, D.C..